# HSH
HSH(Hydrogenated starch hydrolysates)は、いくつかの糖アルコールの混合物である。1960年代にスウェーデンの企業が開発し、アメリカ合衆国では3つの企業が供給している。HSH系のポリオールは、カナダ、日本、オーストラリアで食材として承認されている。HSHの甘味は、砂糖の40%から90%である。

## 名称
混合物中で、1つのポリオールが独占的でない時には、HSHという名前が用いられる。
しかし、1種類のポリオールが全体の50%以上を占める時には、「ソルビトールシロップ」や「マルチトールシロップ」等の名前で呼ばれる。
他に見られる名称としては、「還元澱粉糖化物」、「還元水あめ」、「ポリグリシトールシロップ」、「加水分解水添デンプン」などがある。

## 製造
HSHは、デンプンの部分加水分解で得られる。トウモロコシデンプンが用いられることが多いが、ジャガイモデンプンやコムギデンプンが用いられることもある。これにより、グルコースや短いグルコース鎖からなるデキストリンが形成される。加水分解されたデンプン（デキストリン）は、次いで水素化されて、デキストリンから糖アルコールになる。
HSHは、ソルビトールと類似している。デンプンをグルコースのみが残るまで完全に加水分解して水素化すると、ソルビトールが生じる。HSHでは、デンプンは完全には加水分解されないため、ソルビトール、マルチトールやより長鎖の水素化糖の混合物が生じる。

## 利用
HSHは、他の糖アルコールと同様に、甘味料や保湿剤として用いられる。また、結晶調整剤として、砂糖の結晶からシロップが形成するのを防ぐ。増量、増粘や触感改善、凍結や乾燥による損傷からの保護のためにも用いられる。
粘性と食品に使われるほどの安全性等から、病害虫を物理的に拘束する農薬としても利用されている。

## 健康と安全性
キシリトールと同様に、HSHは口中細菌で発酵せず、う蝕を促進しないシュガーレス製品の生産に用いられる。また、消化管にゆっくり吸収されるため、グルコースと比べて血糖値が上がりにくい。しかし、大量摂取すると瀉下薬の効果を持つ。